# Zygmunt Chlosta
Zygmunt Chlosta, né le 10 octobre 1938 à Giraumont (Meurthe-et-Moselle) et mort le 26 novembre 1994 à Sainte-Maxime (Var), est un footballeur français. Il a évolué comme arrière central et a remporté la Coupe de France en 1971 avec le Stade rennais.

## Biographie
Zygmunt Chlosta joue principalement en faveur du SCO Angers et du Stade rennais.
Il dispute 300 matchs en Division 1, 88 matchs en Division 2 et 2 matchs en Coupe des Vainqueurs de Coupes.

## Palmarès
- International B

### En club
| - SCO Angers - Division 2 - Champion (1) : 1969 |  | - Stade rennais UC - Coupe de France - Vainqueur (1) : 1971 - Challenge des champions - Vainqueur (1) : 1971 |

## Statistiques
| Saison                | Club                  | Championnat           | Championnat | Championnat | Coupe(s) nationale(s) | Coupe(s) nationale(s) | Compétition(s) continentale(s) | Compétition(s) continentale(s) | Compétition(s) continentale(s) | Total | Total |
| Saison                | Club                  | Division              | M.          | B.          | M.                    | B.                    | Comp.                          | M.                             | B.                             | M.    | B.    |
| 1961-1962             | Angers SCO            | Division 1            | 37          | 0           | 6                     | 0                     | -                              | -                              | -                              | 43    | 0     |
| 1962-1963             | Angers SCO            | Division 1            | 31          | 0           | 5                     | 0                     | -                              | -                              | -                              | 36    | 0     |
| 1963-1964             | Angers SCO            | Division 1            | 33          | 0           | 6                     | 0                     | -                              | -                              | -                              | 39    | 0     |
| 1964-1965             | Angers SCO            | Division 1            | 31          | 0           | 2                     | 0                     | -                              | -                              | -                              | 33    | 0     |
| 1965-1966             | Angers SCO            | Division 1            | 37          | 4           | 5                     | 0                     | -                              | -                              | -                              | 42    | 4     |
| 1966-1967             | Angers SCO            | Division 1            | 32          | 1           | 4                     | 1                     | -                              | -                              | -                              | 36    | 2     |
| 1967-1968             | Angers SCO            | Division 1            | 31          | 5           | 2                     | 0                     | -                              | -                              | -                              | 33    | 5     |
| 1968-1969             | Angers SCO            | Division 2            | 35          | 6           | 10                    | 0                     | -                              | -                              | -                              | 45    | 6     |
| 1969-1970             | AS Nancy-Lorraine     | Division 2            | 22          | 4           | 4                     | 1                     | -                              | -                              | -                              | 26    | 5     |
| 1970-1971             | Stade rennais UC      | Division 1            | 33          | 0           | 6                     | 0                     | -                              | -                              | -                              | 39    | 0     |
| 1971-1972             | Stade rennais UC      | Division 1            | 35          | 1           | 3                     | 0                     | C2                             | 2                              | 0                              | 40    | 1     |
| 1972-1973             | AS Monaco             | Division 2            | 31          | 1           | 3                     | 0                     | -                              | -                              | -                              | 34    | 1     |
| Total sur la carrière | Total sur la carrière | Total sur la carrière | 388         | 22          | 56                    | 2                     | -                              | 2                              | 0                              | 446   | 24    |

## Citation
« C'est peut-être Chlosta qui a eu l'influence la plus grande sur moi. Zygmunt est un type sensationnel comme équipier et comme homme. C'était un arrière central difficile à passer - tous les attaquants français le savent - mais je ne l'ai jamais vu descendre un type. Il m'a appris que l'on pouvait jouer au football - et bien jouer - sans donner de coups. » Jean-Marc Guillou Extrait d'article paru dans Miroir du Football, numéro 208 de janvier 1974.